# Nicolas Gilbert

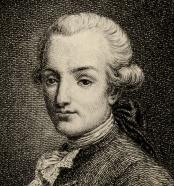
Nicolas Joseph Laurent Gilbert

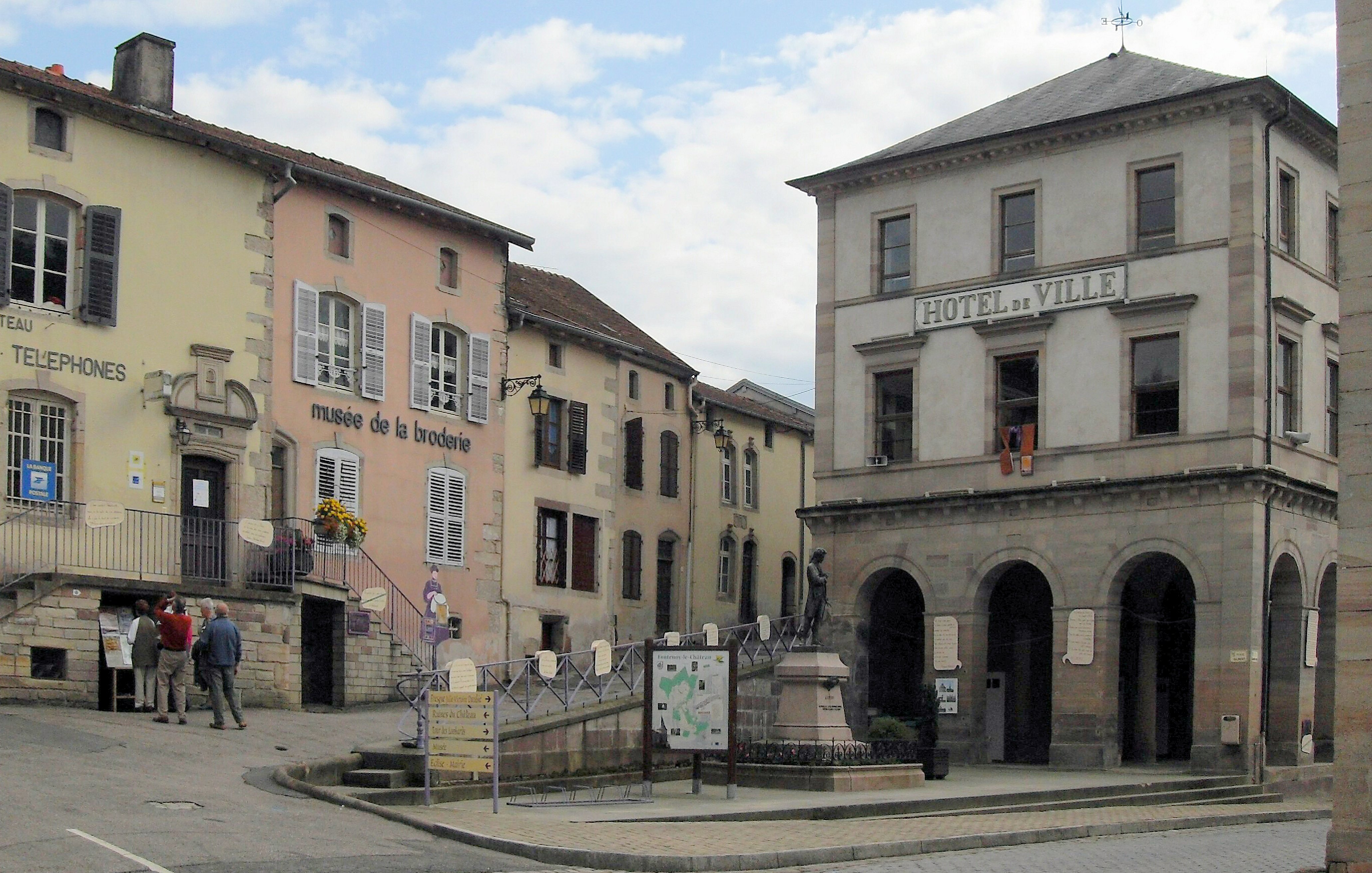
Statue des Dichters vor dem Rathaus (hôtel de ville) in Fontenoy-le-Château

Nicolas Gilbert (* 15. Dezember 1750 in Fontenoy-le-Château, Département Vosges; † 16. November 1780 in Paris) war ein französischer Dichter.

## Leben
Nicolas Joseph Laurent Gilbert, nach dem Taufbuch eigentlich Nicolas Joseph Florens Gilbert, wurde 1750 als Sohn eines Bauern, Getreidehändlers und Dorfbürgermeisters im Osten Lothringens geboren. Aufgrund seiner Begabung unterrichtete ihn der Dorfpriester in Latein und verschaffte ihm den Zugang zum College de l’Arc in Dole. In dieser Zeit entstanden erste Verse und Prosastücke. Nach Aufenthalten in Nancy und Lyon begab sich Gilbert 1770 mit einem Empfehlungsschreiben an Jean-Baptiste le Rond, genannt d’Alembert, nach Paris, um dort von der freien Poesie zu leben. Eine von Alembert zunächst in Aussicht gestellte Stelle als Tutor wurde dann doch anderweitig vergeben. Ein erster Gedichtband 1771 erhielt von Seiten der „Philosophes“ schlechte Kritiken. Melchior Grimm mokierte sich in der Correspondance littéraire über Gilbert, der anscheinend nur zum Reime machen und am Hunger zu sterben nach Paris gekommen sei. Lediglich das konservative L’Année litteraire warb um Mitleid für den armen unglücklichen jungen Mann. Auch mit weiteren Veröffentlichungen 1772, dem Poete malheureux und einer Ode Le Jugement dernier, hatte Gilbert keinen Erfolg.
Über François-Thomas-Marie de Baculard d’Arnaud machte Gilbert die Bekanntschaft von Élie Catherine Fréron, dem Herausgeber der konservativen antiaufklärerischen Literaturzeitschrift L’Année littéraire. Unter dem Einfluss und der Förderung Frérons wurde Gilbert zum vehementen Streiter gegen die „Philosophen“. Die Fréron gewidmete Satire Le XVIII. siècle verleumdete die aufgeklärten Autoren als angemaßte Halbgötter und Tyrannen auf dem Parnass. Das Monster Voltaire verstecke sich unter dem Mantel eines Philosophen. Es sauge Talente aus und zerstöre die Tugend. Die in der Académie française sitzenden Philosophen rafften nur Ehrengaben, Reichtümer und Anstellungen.
Durch seine restaurative Poetik erwarb sich Gilbert hochgestellte Gönner. Der Erzbischof von Paris und die fromme Tochter Ludwig des XV., Madame Louise Marie de Bourbon, verschafften Gilbert einträgliche Renten und ein königliches Stipendium von 1.000 Livres. Bis zu seinem frühen Unfalltod 1780 setzte Gilbert seine literarische Fehde mit den „Philosophen“ fort.
Gilbert war wenige Tage vor seinem Tod von seinem Reitpferd gestürzt. Nach einer Trepanation soll er im Delir einen Kassettenschlüssel verschluckt haben, der sich irreversibel in der Speiseröhre festsetzte und zum Tode führte (Journal de médecine, Januar 1781, S. 82). Gilbert verstarb entgegen der Fabel in einer gut situierten Lage. In seinem Testament soll er unter anderen Bedachten einem befreundeten jungen Soldaten, dem späteren General Bernadotte, zehn Louis d’or vermacht haben.
Das Gedicht Adieux à la vie (auch betitelt: Ode imitée de plusieurs psaumes), wenige Tage vor seinem Tod gedichtet, zeigt fast moderne Anklängen und gehört zu seinen wenigen Stücken von zeitlosem Wert.

## Nachwirkung
Im 19. Jahrhundert erfolgte in Frankreich, unter anderen von Musset und Flaubert, eine Neurezeption Gilberts, in dem man nun den jungen, armen, fast wahnsinnigen Dichter sah, der in Vorwegnahme der Bohème für seine Kunst am Hunger starb. Literarisch eindrücklich wurde diese Neurezeption in Alfred de Vignys Roman Stello, in der Erzählung des Schwarzen Doktors vom Tod des Dichters und Satirikers Gilbert eingearbeitet. Die Erzählung bezieht ihre Spannung aus dem Gegensatz zwischen der düsteren Sterbeszene des verkannten Dichters und der frivolen Stimmung des Schäferstündchens von König und Mätresse. Der Schwarze Doktor zieht daraus das Fazit: „Trenne dichterisches und politisches Leben und schaffe in völliger Einsamkeit“, ein Fazit das genau betrachtet weder auf Gilbert noch auf Vigny übertragbar ist.
An der Wende zum 20. Jahrhundert erlischt mit den letzten Ausläufern der Romantik das Interesse an Gilbert, der in fast völlige Vergessenheit gerät.

## Werke
- Les Familles de Darius et d’Éridame, EA ohne Drucker, La Haye et Paris, 1770, 2 Bände
- Début poétique EA ohne Drucker, (Paris), 1771
- Le Poète malheureux, ou Le Génie aux prises avec la fortune, Paris, 1772
- Le Jugement dernier, Paris, 1773
- Le carnaval des auteurs ou les masques reconnus et punis, EA Paris, 1773
- Le Siècle, Genf (Paris), 1774
- Éloge de Léopold, duc de Lorraine, 1774
- Le Jubilé: Ode, 1775
- Le Dix-huitième Siècle: satire a M. Fréron, EA ohne Drucker, 1775, 8°, 21 S.
- Diatribe au sujet des prix académiques, Paris 1776
- Ode sur la guerre presente après le combat d’Ouessant, ohne Drucker, Paris, 1778, 8°, 12 S.
- Mon Apologie: , EA En Commission par M. Gilbert, 1778, 8°,(2), 17,(1) S.
- Ode imitée de plusieurs psaumes bekannt under «Adieux à la vie», 1780
- Ode au Roi, ohne Datum
- Réfléxions de M. Gilbert sur sa satire du dixhuitième siècle, ohne Datum

## Werkausgaben
- Oeuvres complètes de Gilbert, EA Le Jay, Paris, 1788, 8°, XVI, 232 S.
- Oeuvres complètes de Gilbert, Pillot Jeune, Paris, 1805, 2 Bände, 16°, 171,(4),169,(1) S.
- Oeuvres complètes de Gilbert, Renouard, Paris, 1806, 2 Bände, 12°, 189, 187 S.

Mehrere Neuausgaben der Werke zwischen 1823 und 1878 sowie Einzelausgaben der Gedichte
- Œuvres complètes. « Sans titre aux portes de la gloire ». Hrsg. Bernard Visse. Classiques Garnier, Paris 2023.